# Francesco Stancaro
Francesco Stancaro (auch: Franciscus Stancarus; * um 1501 in Mantua; † 12. November 1574 in Stopnica, Polen) war ein italienischer Humanist, Mediziner, Hebraist, unitarischer Theologe und Reformator in der Schweiz, Polen, Preußen und Siebenbürgen.

## Leben
Stancaro wurde um 1501 in Mantua in eine wahrscheinlich jüdische Familie geboren, das genaue Geburtsdatum ist jedoch nicht bekannt. Er trat einem geistlichen Orden bei, studierte humanistische Fächer, scholastische Theologie und kam mit dem unitarischen Täufer Camillo Renato in Kontakt. 1530 veröffentlichte er ein erstes Grammatikbuch zur hebräischen Sprache. Um 1540 wandte er sich in Padua der Reformation zu, heiratete und wurde von der venezianischen Obrigkeit inhaftiert. 
Freigelassen begab er sich 1542 nach Chiavenna, das zum toleranteren Graubünden gehörte. Er kam in die evangelische Gemeinde, die damals von Francesco Negri geleitet wurde. Stancaro ließ sich in dieser Zeit wahrscheinlich scheiden von seiner Frau. 1544 ging er zunächst nach Wien weiter, wo er eine hebräische Professur bekam; aber als bekannt wurde, dass er von der römisch-katholischen Kirche abgefallen war, musste er die Stadt auf Befehl von König Ferdinand verlassen. So ging er nach Augsburg, wo er am Religionsgespräch teilnahm und Bernardino Ochino kennen lernte, der ihm eine Tätigkeit als Griechisch- und Hebräischlehrer verschaffen konnte. Nach der Niederlage der Protestanten im Schmalkaldischen Krieg floh er nach Basel weiter, wo er in Theologie doktorierte und 1547 eine hebräische Grammatik und einen Kommentar zum Jakobusbrief herausgab. Er stand in enger Verbindung mit dem ebenfalls aus Italien stammenden Humanisten Celio Secondo Curione, der erfolglos versuchte, eine Professur für Stancaro einzufädeln. Deshalb kehrte er noch einmal nach Chiavenna zurück, wo er erneut mit dem täuferisch-unitarisch gesinnten Camillo Renato in Kontakt kam, ohne seine Glaubensansichten ganz zu übernehmen. Stancaro vertrat damals ein Abendmahlsverständnis, das dem von Martin Luther ähnlich war.
Noch im Jahr 1548 übersiedelte Stancaro über Siebenbürgen nach Polen, wo er an der Universität Krakau Hebräisch und Altes Testament unterrichtete. Wegen seiner Kritik an der Heiligenverehrung, die er in einer Vorlesung über Psalmen geäußert hatte, wurde Stancaro 1550 von Stanislaus Hosius, Nikolaus Schadek und Piotr Goniadzki denunziert und in Lipowitz in Haft gesetzt. Dort schrieb er die Schrift Contra invocationem sanctorum (deutsch: Gegen die Anrufung der Heiligen). Nach zwei Monaten wurde er befreit und fand 1550 zunächst Zuflucht beim evangelischen Adligen Nikolaus Olésnicki in Pinczow. Auf seine Initiative hin wurde dort eine reformierte Gemeinde gegründet, die mit zur Keimzelle der reformierten wie auch der unitarischen Kirche in Polen wurde. In dieser Zeit verfasste er auch den Canones Reformationis, eine reformierte Kirchenlehre, die aus 50 Artikel bestand, die aber erst 1552 in Frankfurt an der Oder publiziert werden konnte.
Im Jahr 1551 siedelte er ins herzogliche Preußen über, wo er an der Universität Königsberg erneut eine Hebräischprofessur bekleiden konnte. Dort wurde er in den Osiandrischen Streit verwickelt, disputierte mit Andreas Osiander und schrieb seine „Apologia contra Osiandrum“. Hier vertrat er die Ansicht, dass die Erlösung qua Versöhnung nur durch die menschliche Natur Christi bewirkt werden könnte. Der Sohn als zweite Person der Trinität müsste also dem Vater untergeordnet sein. Diese Thesen standen einem subordinatorischen Tritheismus nahe, wie er zu Beginn der unitarischen Bewegung in der Reformationszeit auch bei Matteo Gribaldi und Giovanni Valentino Gentile anzutreffen war. 
Bereits im Jahr 1551 verließ Stancaro Königsberg wieder und lebte für einige Jahre in Siebenbürgen. Aufgrund seiner subordinatianischen Thesen wurde Stancaro 1560 von der Reformierten Kirche Polens exkommuniziert. Die Auseinandersetzung um seine Thesen spielten jedoch eine nicht zu unterschätzende Rolle beim Bruch der polnischen Reformierten Kirche in eine calvinistisch geprägte, an der Trinität und Kindertaufe festhaltende Ecclesia reformata maior (Große Reformierte Kirche) und eine unitarisch geprägte, täuferisch-antitrinitarische Ecclesia reformata minor (≈Kleine Reformierte Kirche), die unter dem Namen Polnische Brüder bekannt wurde. 
In den letzten Jahren seines Lebens setzte er seine Reisen fort und besuchte Polen, Ungarn und Siebenbürgen. Stancaro starb 1574 im polnischen Stopnica.

## Werke (Auswahl)
- De modo legendi Hebraice institutio brevissima (deutsch: Der kürzeste Weg, um Hebräisch zu unterrichten und zu lesen), Venedig 1530
- Suae ebraee grammaticae compendium, nunc primum excussum (deutsch: Die hebräische Grammatik, erstmals zusammengefasst), Basel 1547
- In epistolam canonicam D. Jacobi Heriolymitani expositio pia (deutsch: Der kanonische Jakobusbrief fromm erklärt), Basel 1547
- Miscellanea theologica. Nempe gradus beneficiorum dei, de templis Judaeorum, bibliorum scriptroes, deprophetis, Israeliticus ordo, de synagogis, modus legendas prophetas, linguae ebrae inclinatio, ebrei unde dicti, lectionis in synagoga. Noviter excussa (deutsch: Beliebte Theologie. Über Gottes Segen, den jüdischen Tempel, die biblischen Schriften, die Propheten, die Ordnung Israels, die Synagogen, das Verstehen der Propheten, die Anpassung der hebräischen Sprache und die Lesungen in der Synagoge. Neulinge sind entschuldigt), 1547
- Opera nuova di F. S. Mantovano della Riformatione, si della dottrina Christiana, come della vera intelligentia dei sacramenti. con maturi consideratione et fondamento della scrittura santa, et consoglio de Santi Padri. non solamente utile, ma necessaria a ogni stato et conditione di Persone (deutsch: Neue Werke des F. S. aus Mantua über die Reformation, sei es christliche Lehre, sowie über das wahre Verständnis der Sakramente. Mit reiflicher Überlegung und auf dem Fundament der Heiligen Schrift, und durch Beratung der Heiligen Väter. Nicht nur nützlich, aber ein notwendiger Zustand und Bedingung für die Personen), Basel 1547
- Canones Reformationis (deutsch: Reformierter Kanon oder Kirchenlehre), Frankfurt/Oder 1552
- Collatio doctrinae Arrii, et Philippi Melanchthonis, et sequacium Arrii et Philippi Melanchthonis et Francisci Davidis et reliquorum Saxonum doctrina de Filio Dei, Domino Jesu Christo, una est et eadem (deutsch: Darstellung der Lehre des Arius und die von Philipp Melanchthon, ihrer Anhänger und die von Franz Davidis und dem Rest der Sachsen; und Lehre über den Sohn Gottes und den Herrn Jesus Christus, die dieselben sind), 1559
- De officiis mediatoris domini Jesu Christi et secundum quam naturam haec officia exhibuerit et executusd fuerit (deutsch: Der offizielle Mittler Herr Jesus Christus und wie nach seiner Art, seine Entblössung und Hinrichtung dargestellt werden), 1559
- De Trinitate et Mediatore Domino nostro Iesu Christo adversus Henricum Bullingerum... Ad magnificos et generosos Dominos Nobiles ac eorum Ministeros a variis Pseudoevabelicis seductis (deutsch: Von der Dreieinigkeit und Vermittlung unseres Herrn Jesus Christus nach Heinrich Bullinger... und wie wunderbar und generös die adligen Herren trotz verschiedenen vermeintlichen Problemen dienen), Krakau 1562
- De trinitate et unitate Dei, deque incarnatione et mediatione domini nostri Jesu Christi (deutsch: Von der Dreieinigkeit und Einheit Gottes, durch die Menschwerdung und Vermittlung des Herrn Jesus Christus), 1567
- Summa confessionis fidei F: S. Matvani, et quorundam discipulorum suorum, triginta octo articulis comprehensa (deutsch: Summe des Glaubensbekenntnisses von F. S. aus Mantua, und einige seiner Schüler, in achtunddreißig Artikel gefasst), 1570